# Batracomorphus memnon
Batracomorphus memnon är en insektsart som beskrevs av Knight 1983. Batracomorphus memnon ingår i släktet Batracomorphus och familjen dvärgstritar. Inga underarter finns listade i Catalogue of Life.